# Jennifer Hudak
Jennifer Hudak (ur. 7 września 1986 w Hamden) – amerykańska narciarka dowolna, specjalistka half-pipe’a. W 2003 roku wywalczyła złote medale w half-pipie i jeździe po muldach na mistrzostwach świata juniorów w Marble Mountain. Jej największym sukcesem jest srebrny wywalczony na mistrzostwach świata w Deer Valley w 2011 roku. Posiada również brązowy medal zdobyty podczas mistrzostw świata w Inawashiro w 2009 roku. Multimedalistka Winter X-Games w Superpipie. Nigdy nie startowała na igrzyskach olimpijskich. Najlepsze wyniki w Pucharze Świata osiągnęła w sezonie 2007/2008, kiedy to zajęła ósme miejsce w klasyfikacji generalnej. W sezonie 2006/2007 była trzecia w klasyfikacji half-pipe’a. W 2015 roku zakończyła karierę.

## Osiągnięcia

### Mistrzostwa świata
| Miejsce | Dzień    | Rok  | Miejscowość | Konkurencja | Zwycięzca           |
| ------- | -------- | ---- | ----------- | ----------- | ------------------- |
| 3.      | 5 marca  | 2009 | Inawashiro  | Halfpipe    | Virginie Faivre     |
| 2.      | 5 lutego | 2011 | Deer Valley | Halfpipe    | Rosalind Groenewoud |

### Puchar Świata

#### Miejsca w klasyfikacji generalnej
- sezon 2002/2003: 20.
- sezon 2003/2004: 66.
- sezon 2005/2006: 52.
- sezon 2006/2007: 51.
- sezon 2007/2008: 8.
- sezon 2008/2009: 111.
- sezon 2010/2011: –
- sezon 2011/2012: 118.
- sezon 2012/2013: 163.
- sezon 2013/2014: 166.
- sezon 2014/2015: 88.

#### Miejsca na podium w zawodach
1. Apex – 17 marca 2006 (halfpipe) – 2. miejsce
2. Apex – 23 lutego 2007 (halfpipe) – 3. miejsce
3. Contamines – 13 stycznia 2008 (halfpipe) – 2. miejsce
4. Inawashiro – 15 lutego 2008 (halfpipe) – 2. miejsce
5. Valmalenco – 12 marca 2008 (halfpipe) – 1. miejsce